# Oblast Kirov
De oblast Kirov (Russisch: Кировская область, Kirovskaja oblast) is een oblast (bestuurlijke eenheid) binnen Rusland. Het bestuurlijk centrum is de gelijknamige stad Kirov.
De oblast kent een goed netwerk van transportverbindingen, ligt aan de trans-Siberische spoorlijn en heeft een binnenlandse luchthaven.

## Geschiedenis
De eerste betrouwbare informatie over de stad Vjatka stamt uit 1374. Het gebied rond de stad Vjatka (nu Kirov) kwam in 1489 onder heerschappij van Moskou en vormde de uitvalsbasis voor de uitbreiding van Rusland in de richting van het Oeralgebied. In 1710 werd het een provincie van het gouvernement Siberië en in 1727 van het gouvernement Kazan. In 1780 werd het een zelfstandige namestnitsjestvo, dat bestond uit gedeelten van de provincies Vjatka en Svijazjsk van het gouvernement Kazan. In 1796 werd de namestnitsjestvo opgewaardeerd naar het gouvernement Vjatka.
Na de Russische Revolutie brak ook in het gebied rond Vjatka de Russische Burgeroorlog uit. Op 8 augustus 1918 braken de eerste gevechten uit. In november was het gebied in de handen van de bolsjewieken. In de lente van 1919 veroverde Wittelegergeneraal Koltsjak echter weer een aantal steden. In mei 1919 viel het Rode Leger het gebied opnieuw binnen en op 28 juli was het gebied definitief in handen van de communisten en werd onderdeel van bolsjewistisch Rusland. Het gebied leed echter zwaar onder de voortdurende burgeroorlog en van 1921 tot 1922 brak een grote hongersnood uit, gevolgd door een tyfusepidemie eind 1922. Hierdoor verdubbelde het sterftecijfer. Na het beëindigen van de oorlog werd de Nieuwe Economische Politiek gebruikt met onder meer vrij ondernemerschap om de regio weer op te bouwen. Het gebied bleef echter een achtergebleven agrarisch gebied. In 1929, bij de bestuurlijke hervormingen, hield het gebied op te bestaan en werd als de oblast Vjatka onderdeel van de kraj Nizjni Novgorod, die door de naamsverandering van de stad Nizjni Novgorod naar Gorki in 1932 werd hernoemd tot kraj Gorki (later oblast Nizjni Novgorod). In 1934 werd Vjatka hernoemd tot Kirov en werd de oblast Vjatka hernoemd tot de zelfstandige kraj Kirov, die in december 1936 werd hernoemd tot de huidige oblast Kirov (naar de vermoorde Sovjetleider Sergej Kirov).

## Demografie
| 1926      | 1939      | 1959      | 1970      | 1979      | 1989      | 2002      |
| --------- | --------- | --------- | --------- | --------- | --------- | --------- |
| 2.209.000 | 2.284.000 | 1.886.000 | 1.727.000 | 1.662.000 | 1.693.000 | 1.503.500 |